# 松葉公園
松葉公園（まつばこうえん）は、愛知県名古屋市中川区太平通1丁目にある公園。

## 歴史
1922年（大正11年）7月5日、名古屋市は隣接5町村を含む区域を名古屋都市計画区域として定めた。次いで1926年（大正15年）1月28日、同区域内を対象として「名古屋都市計画公園」と名付けた公園計画を策定したが、これは今後市街地の拡大とともに進展する区画整理事業に先がけて区域内に公園することを目的としていた。このとき松葉公園は、建設を予定する都市計画公園の25あるうちの1つとして位置付けられた（5号公園、面積5.94ha、当時の名称は篠原）。
1933年（昭和8年）12月23日に皇太子明仁（当時）が誕生し、全国の自治体に御内帑金が分配された。当時の皇太子誕生を記念するため、名古屋市は1934年（昭和9年）2月20日に皇太子殿下御降誕記念事業調査臨時委員会を設置し、市内10か所の公園を造成することを決定した。1937年（昭和12年）9月28日に名古屋市会で議決され、1937年（昭和12年）から総事業費50万円の3か年継続事業で着手された。同事業については、松葉公園のほか上名古屋公園、児玉公園（以上西区）、港北公園、小碓公園（以上港区）、大幸公園（東区）、道徳公園、白水公園（以上南区）、八熊公園（中川区）の計9公園が完成している。翌1938年（昭和13年）8月2日、篠原土地区画整理組合と四女子土地区画整理組合からそれぞれ用地の寄付を受け、名古屋市による建設工事が行われ、3年後の1941年（昭和16年）4月1日に開園した。
なお、記念事業において計画された公園のうちもっとも早く完成したのは松葉公園であるが、1937年度（昭和12年度）から1942年度（昭和17年度）までに他の8公園も相次いで完成している。
1970年（昭和45年）6月20日、園内に名古屋市中川図書館が開館した。当時は中川図書館が中川区唯一の文化センターだったとされる。

## 園内設備
総面積は約3ヘクタール。名称はかつてこの地域にあった松葉村に由来しており、園内にはマツの木も植えられている。
1959年（昭和34年）9月26日の伊勢湾台風では松葉公園も大きな被害を受けており、園内の樹木の大半が倒壊した。1987年（昭和62年）時点ではマツ、クス、カシなど90余種の樹木が植えられているが、開園時から残る樹木は正面入口付近のクス程度だけだという。
かつて中川図書館があった場所の南側には、八重咲のコブクザクラが3本植わっている。コブクザクラは一般的な桜とは異なり、10月から1月に開花し、また春にも再び開花する性質を持つ。

### 池
園内の池にはかつて貸しボートがあり、ボート池と呼ばれていたという。

### 噴水
1983年（昭和58年）に、岐阜県恵那地方産サビ系花崗岩で作られている。

### テニスコート
1960年（昭和35年）から始まった復旧作業により、整備された。

### 野球場
1960年（昭和35年）にテニスコートと同様に整備された。完成後、サツマイモをはじめとする野菜生産の場として利用されていた。

### ラジオ塔
1930年頃から太平洋戦争中にかけて、全国の公園などにラジオを流す拠点としてラジオ塔が設置された、全国で約460か所にあったとされ、2017年時点で名古屋市では3か所に現存している。

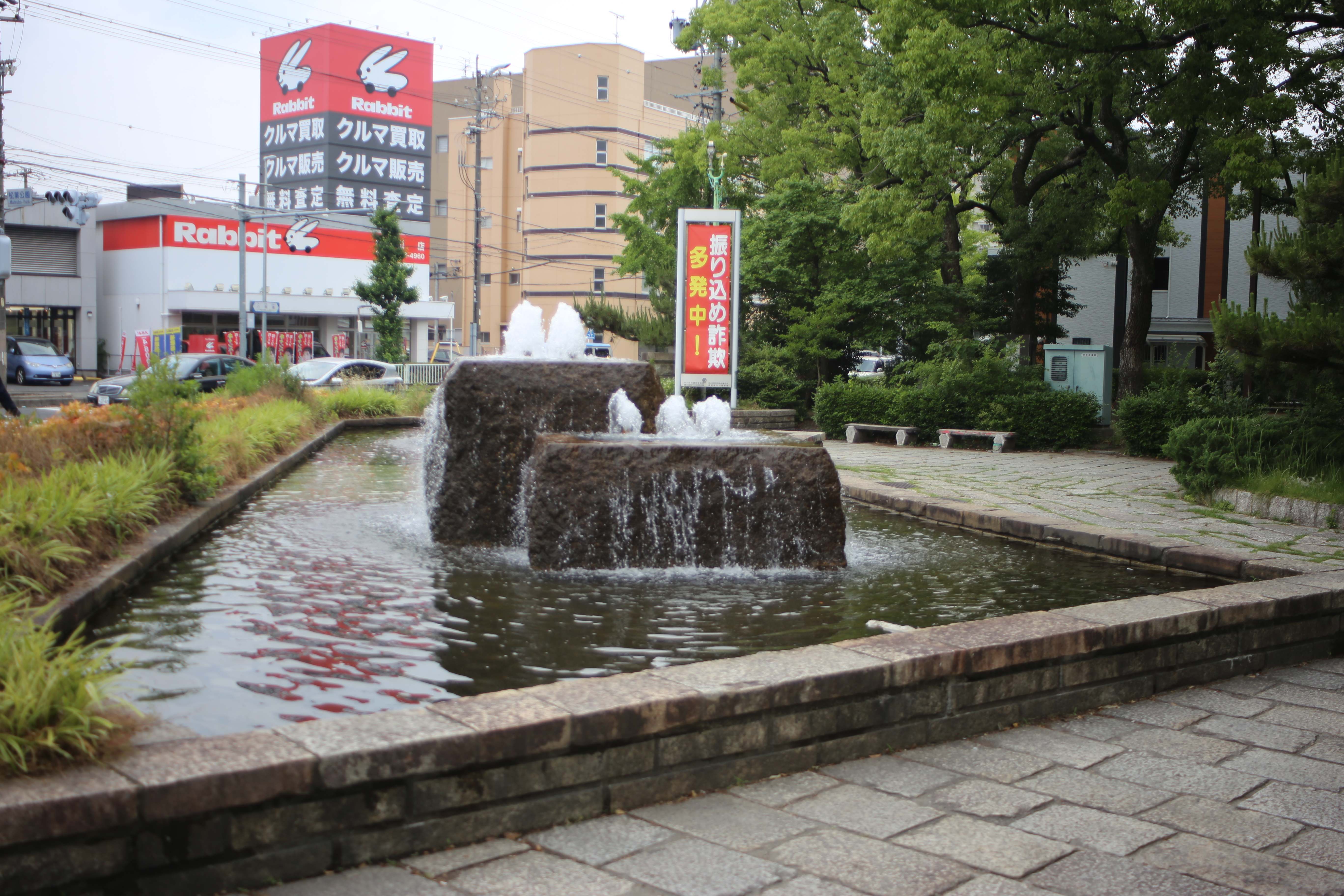
噴水（2019年6月）
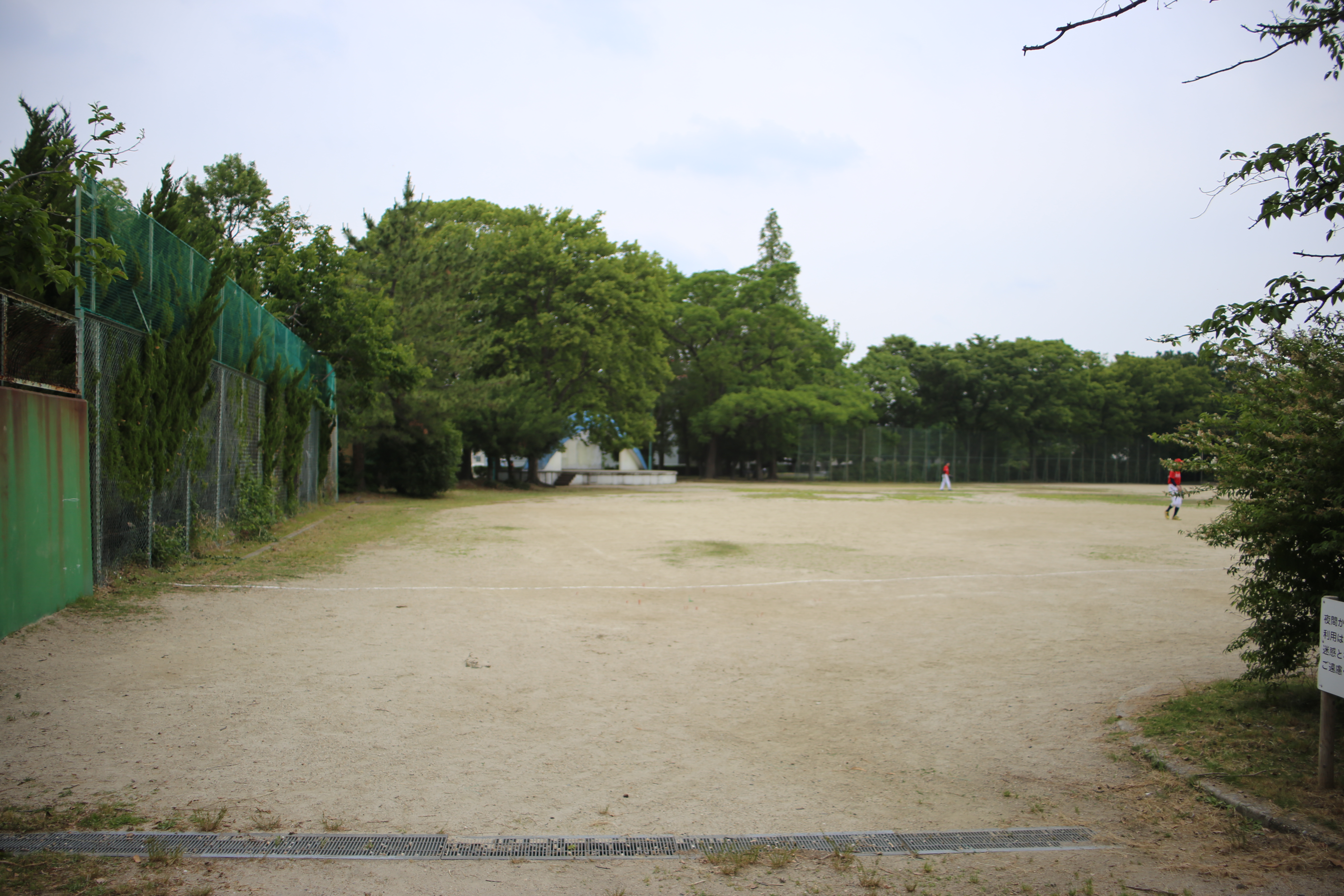
野球場とステージ。背景の木々の奥には移転前の中川図書館があった（2019年6月）
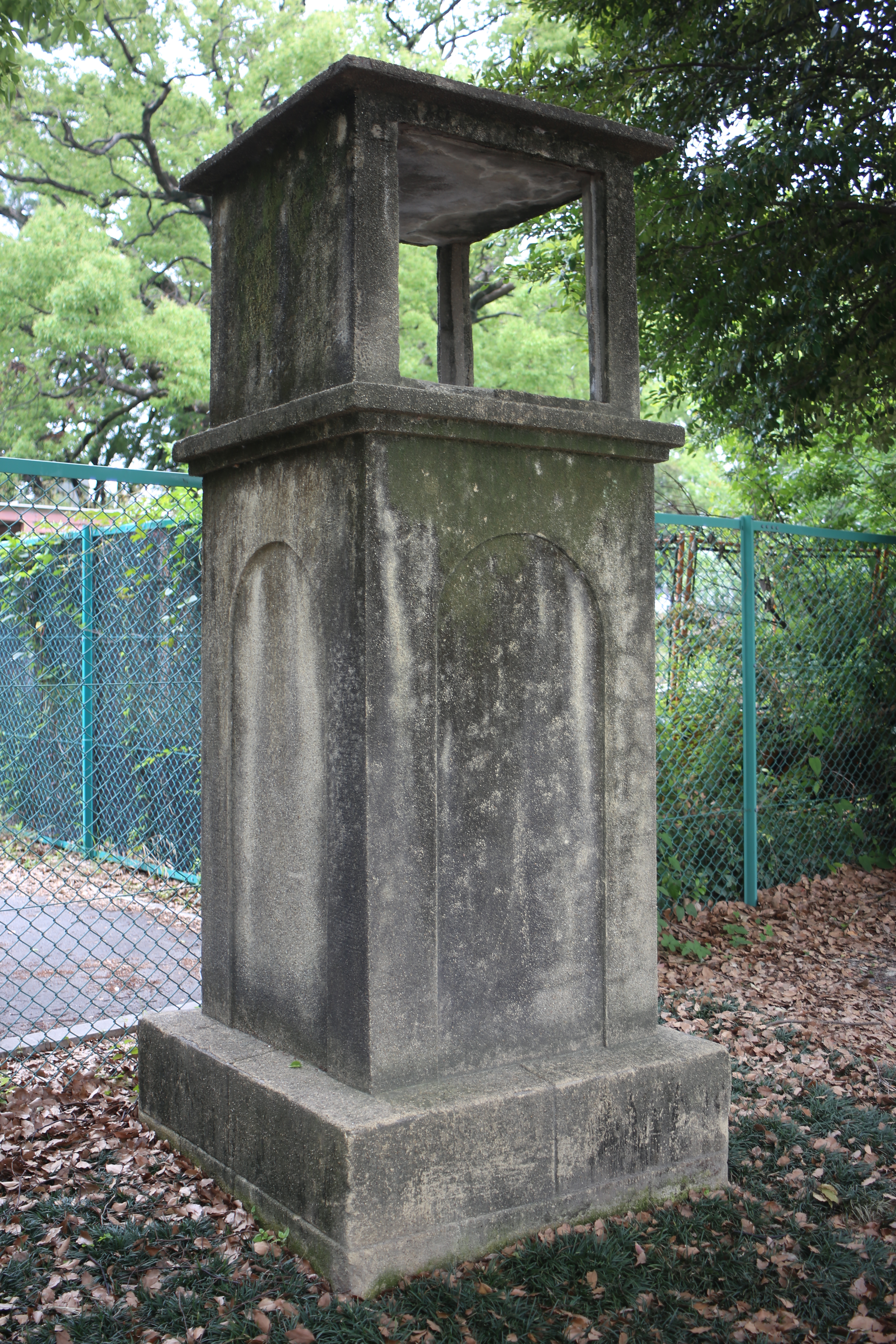
ラジオ塔（2019年6月）

## 現地情報

### 所在地
- 〒454-0838：愛知県名古屋市中川区太平通1丁目

### アクセス
- 名古屋市営バス「松葉公園前」停留所下車、徒歩ですぐ[1]。